# Canon EOS 750D
A Canon EOS 750D, conhecida como a Rebel T6i nas Américas, é uma SLR digital de nível médio de entrada de 24,2 megapixels anunciada pela Canon em 6 de fevereiro de 2015. É a sucessora da Canon EOS 700D.

A 750D foi anunciada e lançada em conjunto com a 760D, um modelo muito semelhante, que adota algumas das características ergonômicas 70D.

## Recursos
- Sensor CMOS de 24.2 megapixels  APS-C
- 19 pontos de AF, todos do tipo cruzado f/5.6.
- DIGIC 6 processador de imagem de 14bits
- Hybrid CMOS AF III
- ISO 100 – 12800 (expansível para H: 25600)
- 95% de cobertura do quadro pelo viewfinder com 0,82 x ampliação
- Gravação de vídeo em 1080p Full HD  24p, 25p (25 Hz) e 30p (29.97 Hz) com perda de frame.
- Gravação de vídeo HD a 720p 60p (59.94 Hz) e 50p (50 Hz)
- 480p ED gravação de vídeo em 30p e 25p
- Conector de 3,5 mm para microfones externos ou gravadores
- Wi-Fi + conectividade NFC
- "Anti-flicker" (introduzido na EOS 7D Mk II) – a câmara pode ser definida automaticamente para retardar o momento da exposição para compensar a cintilação de luz eléctrica[2]

## 760D

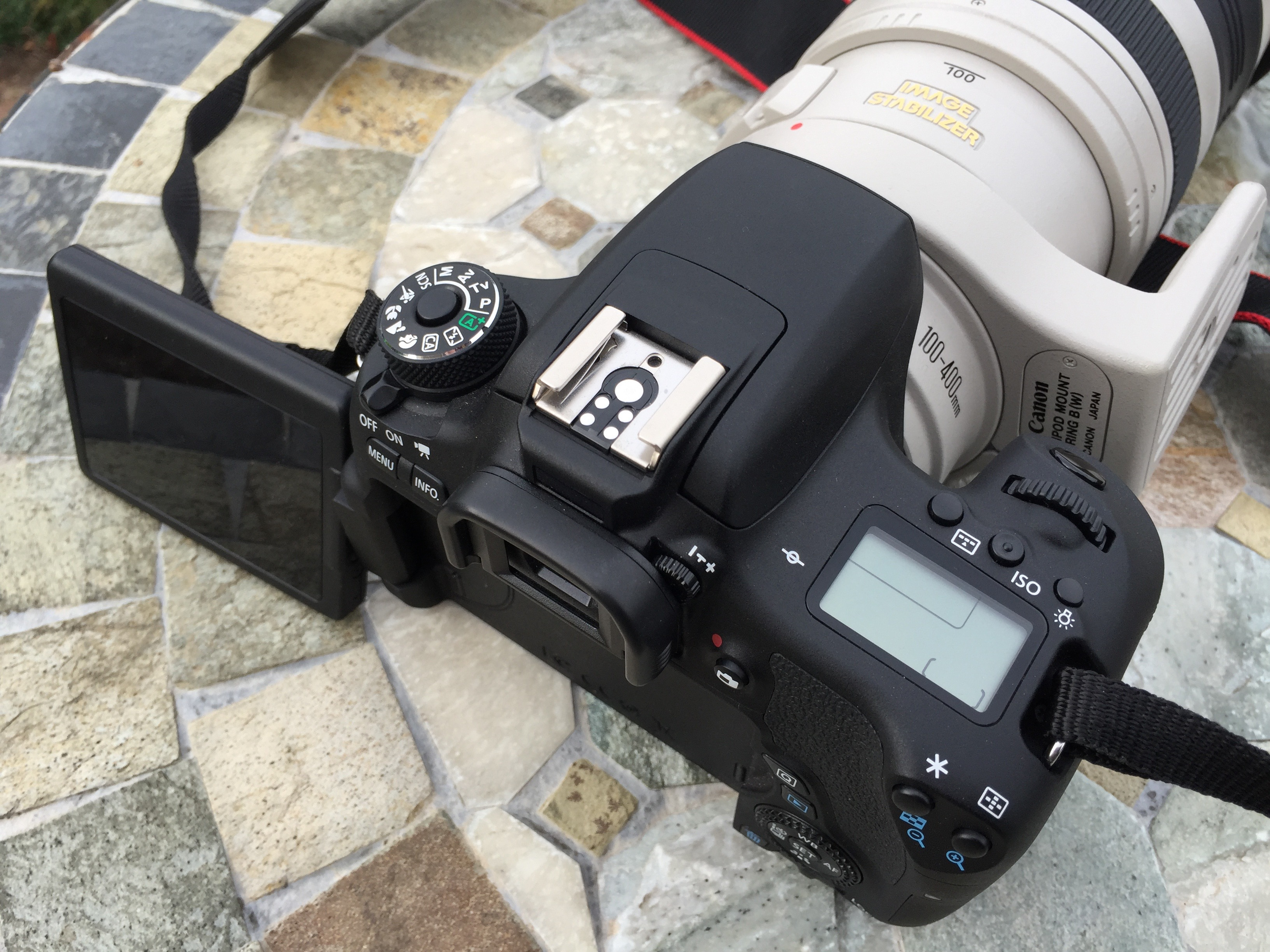
Em vista a EOS 760D é possível observar o LCD contendo informações de configuração da cena da foto.

A 750D foi anunciada junto com a EOS 760D (conhecida como Rebel T6s nas Américas e 8000D no Japão). A câmera é semelhante a 750D, mas adiciona os seguintes recursos:
- Uma tela de informações LCD na parte superior do corpo, um recurso nunca antes disponível na linha digital EOS xxxD / Rebel. O último corpo anterior do consumidor com um display LCD foi o filme EOS 3000N / Rebel XS N de 35mm.
- Um seletor de controle rápido na parte traseira do corpo, também o primeiro para a linha digital xxxD / Rebel..[4]
- Servo AF (autofocus) no modo de exibição ao vivo, permitindo o autofoco contínuo durante os disparos. As câmeras 750D e 760D usam o sensor Hybrid CMOS AF III avançado e um sensor de módulo de fase AF de 19 pontos. O sistema AF do sensor híbrido é ativado quando os usuários alternam para  gravar um vídeo ou no modo live view shooting. Todas as lentes Canon EF atuais são compatíveis. [5]

## Problemas no sensor
Em 8 de maio de 2015, a Canon USA confirmou um problema de sensor em algumas câmeras 750D e 760D, o que resultou no aparecimento de padrões circulares escuros na imagem capturada em determinadas condições de disparo. A Canon forneceu instruções sobre como identificar câmeras potencialmente afetadas e oferece reparo gratuito a qualquer câmera afetada.